# Oscar Ichazo

Oscar Ichazo

Óscar Ichazo (* 24. Juli 1931 in Roboré, Bolivien; † 26. März 2020 in Kīhei auf Hawaii) war ein bolivianischer Philosoph, ein Urheber der modernen Fassung des Enneagramms der Persönlichkeitstypen und Gründer der Arica School.

## Leben und Wirken
Ichazo – aus einer römisch-katholischen Familie stammend – wuchs in Bolivien und Peru auf. Sein Vater war der Generalleutnant Roberto Antenor Ichazo Torres (* 1899), der in den Streitkräften Boliviens (spanisch Fuerzas Armadas de Bolivia, kurz FF.AA.) und im „Kabinett von Mamerto Urriolagoitía“ zeitweise als Minister für Arbeit und Soziales tätig war. Seine Mutter war Emma González. Er besuchte eine Jesuitenschule und studierte als Jugendlicher die Kabbala sowie die Werke von P. D. Ouspensky.
Als Kind 1937 litt Ichazo kataleptischen Episoden. Ab 1943 assistierte Ichazo, als Helfer in der Anatomie, vorübergehend an einer medizinischen Fakultät in La Paz. Im Jahre 1948 bis 1950 studierte Ichazo an der Universität von La Paz und später auch in Peru. Nach seinem Studium wurde er im Jahre zum Direktor der bolivianischen Kongressbibliothek (Archivo y Biblioteca Nacional de Bolivia) ernannt. Schon 1940 lernte Ichazo in einem esoterischen Zirkel in Buenos Aires zusätzlich das System von Georges I. Gurdjieff kennen. Dann von 1950 bis 1952 nahm Ichazo an einer Gruppe in Buenos Aires teil, wo er verschiedene esoterische Philosophien und Techniken zur Bewusstseinsbildung kennenlernte und studierte.
Ab Anfang der 1950er Jahre reiste Ichazo in den Nahen und Fernen Osten, er studierte u. a. Yoga, Buddhismus, indische und chinesische Philosophien, Kampfkünste und Sufismus. 1956 unternahm er ausgedehnte Reisen in den Orient sowie nach Pakistan, Afghanistan, Kaschmir und zum Pamir. Während dieser Studienreisen kam er in Kontakt zu Naqschbandi-Gemeinschaften, und nach seinen Aussagen fand er dabei die Quelle des Enneagramms.
Dann ab 1960 schloss Ichazo seine Ausbildung ab und begann in Chile zu unterrichten, was als „Integrale Philosophie“ bekannt wurde. Zu seinen Lehren gehörten insbesondere seine Theorie der „Protoanalyse“, einschließlich des Enneagramms der Persönlichkeit, sowie seine Logik der „Trialektik“. Ichazo gründete 1968 in Chile die Arica School, die auch den Namen Arica Institute trägt; ein Institut für Gnosiologie in Santiago de Chile. Benannt ist sie nach der chilenischen Stadt Arica. Innerhalb dieser Schule, die zum Konzept des Human Potential Movement gerechnet wird, erweiterte Ichazo das historische Enneagramm zu einem Enneagramm der Persönlichkeitstypen. Óscar Ichazo und Claudio Naranjo lernten sich im Frühjahr 1970 kennen. Naranjo hat dann zur weltweiten Bekanntheit des Enneagramms beigetragen. Mit ihm beeinflussten die entwickelten Vorstellungen und Konzepte eine Reihe weiterer esoterische Verfahren und spirituelle Lehrer.
Ichzo war mit Sarah Hodge Ichazo verheiratet, sie hatten im Jahre 1981 geheiratet.

## Protoanalyse von Ichazo
Bei der „Protoanalyse“ (spanisch protoanálisis) handelt es sich um eine Methode und einen Prozess der Selbsterforschung. Er vollzieht sich in drei aufeinander folgenden Schritten:
- die analytische Stufe der Selbstbeobachtung und Selbstkonfrontation zur Untersuchung der Frage: wie arbeiten  die „Strukturen“ in der Person?
- die Stufe der Aufhebung von Leidenschaften durch das „Antidot“ der Tugenden.
- auf einer kontemplativen Stufe wird ein Erfahrungszugang hergestellt, in dem die  „Fixierung“ der Person aufgehoben werden kann.

Dem Prozess liegt die methodische Unterscheidung zwischen „Essenz“, dem „wirklichen Selbst“ und der „Persönlichkeit“, dem Charakter, Ego oder „falschen Selbst“ zugrunde. Dabei hat „Essenz“ keinen substantiellen Charakter, sondern stellt sich als dynamischer Prozess dar; „eine egolose, nichtverdunkelte und freie Weise des Funktionierens der integrierten menschlichen Ganzheit.“
In der Protoanalyse beschrieb Ichazo neun Arten, in denen das Ego einer Person in einem frühen Lebensstadium in der Psyche fixiert würde. Für jede Person wurde eine dieser „Ego-Fixierungen“ angenommenen, die zum Kern eines Selbstbildes gehörten, um das herum sich die psychologische Persönlichkeit entwickelte. Jede Fixierung wird auch auf emotionaler Ebene durch eine bestimmte Leidenschaft unterstützt. Ichazo beschrieb diese Leidenschaften als emotionale Energie in Unordnung.

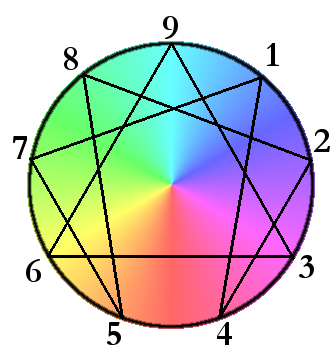
Das Enneagramm-Schema, (zu altgriechisch ennea ‚neun‘ und grammos ‚Geschriebenes‘ ‚Gezeichnetes‘). Das Schema des Enneagramms besteht aus einem Kreis mit neun gleichmäßig verteilten Punkten, die jeweils für einen der neun Persönlichkeitstypen stehen

Die wichtigsten psychologischen Verbindungen zwischen den neun Ego-Fixierungen könnten mithilfe von Punkten, Linien und Kreise in der Enneagramm-Figur abgebildet werden.

## Veröffentlichungen (Auswahl)
- Arica Psycho-calisthenics. Simon and Schuster, 1976, ISBN 0-671-22237-6
- Letters to the School. Oscar Ichazo Foundation, Kent (Connecticut) 1988, ISBN 0-916554-17-1
- Lebenskraft aus der Mitte. Droemer Knaur, München 1998, ISBN 3-426-06008-6
- The Human Process for Enlightenment and Freedom: A Series of Five Lectures. Arica Institute, Inc, ISBN 0-671-22432-8.
- The Cutting of the Adamantine Pyramid. Arica Institute, Inc. 1980
- Between Metaphysics and Protoanalysis: A Theory for Analyzing the Human Psyche. Arica Institute Press, 1982, ISBN 0-916554-04-X.
- Master Level Exercise: Psychocalisthenics. Arica Institute Press, 1986, ISBN 0-916554-25-2.
- Letter to the Transpersonal Community. The Arican: International Journal of Arica Institute (1991) (5): 106.
- Insights Into the Teacher, the Philosophy, the School. The Oscar Ichazo Foundation, 2015, ISBN 978-0-916554-00-2.
- The Religious Consciousness. The Oscar Ichazo Foundation, 2016, ISBN 978-0-916554-14-9.
- The Nine Constituents: The Science of the Human Condition from Ego to Enlightenment. Arica Institute Press, 2018, ISBN 978-0-916554-16-3.
- The Four Killers of Humanity: The Ethical Solution to our Existential Crisis. The Oscar Ichazo Foundation, 2020, ISBN 978-0-916554-19-4.
- The History of the Integral Teachings. The Oscar Ichazo Foundation, 2020, ISBN 978-0-916554-20-0.